# 富山大学吹奏楽団
富山大学吹奏楽団（とやまだいがくすいそうがくだん、University of TOYAMA WindOrchestra）は、日本のアマチュア吹奏楽団であり、富山大学に属する吹奏楽クラブである。2019年時点で全日本吹奏楽コンクールに通算10回（銀賞5回、銅賞5回）、全日本アンサンブルコンテストに通算8回（金賞1回、銀賞5回、銅賞2回）出場している。

## 歴史
- 1982年 第1回定期演奏会を開催
- 2001年 全日本吹奏楽コンクール初出場（指揮：秋山武司）
- 2012年 - 2015年 全日本吹奏楽コンクール4年連続出場（指揮：建部知弘）

## 全日本吹奏楽コンクールの成績
| 年   | 回 | 指揮者   | 課題曲                                           | 自由曲                                                                                               | 賞            |
| ---- | -- | -------- | ------------------------------------------------ | --- | ------------- |
| 1993 | 41 | 野崎和仁 | Ⅳ：マーチ・エイプリル・メイ 矢部政男             | バレエ組曲「シバの女王ベルキス」より Ⅰ.ソロモンの夢 Ⅱ.戦いの踊り Ⅳ.狂宴の踊り レスピーギ／小長谷宗一 | 北陸大会:銀賞 |
| 1995 | 43 | 上野賢治 | I：行進曲「ラメセスⅡ世」 阿部勇一                | マンハッタン交響曲 ランセン                                                                          | 北陸大会:銀賞 |
| 1996 | 44 | 上野賢治 | Ⅰ：管楽器のためのソナタ 伊藤康英                 | 交響曲変ロ調 より 第3楽章 ヒンデミット                                                               | 北陸大会:銀賞 |
| 1997 | 45 | 山田克之 | Ⅲ：五月の風 真島俊夫                             | 「リュートのための古い舞曲とアリア」第3組曲 O.レスピーギ／森田一浩                                   | 北陸大会:銀賞 |
| 1998 | 46 | 木内太一 | Ⅱ：稲穂の波 福島弘和                             | 交響曲第1番「指輪物語」より 第5楽章『ホビットたち』 デ=メイ                                          | 北陸大会:銀賞 |
| 1999 | 47 | 野吾努   | Ⅲ：行進曲「エンブレムズ」 正門研一               | 法華経からの三つの啓示 より 第2楽章「禅定」、第3楽章「平和の悦び」 A.リード                          | 北陸大会:銀賞 |
| 2000 | 48 | 加藤隆彦 | Ⅳ：吹奏楽の為の序曲 坂田雅弘                     | 2000年とやま国体使用曲より「こきりこ行進曲」 伊藤康英                                                | 北陸大会:金賞 |
| 2001 | 49 | 秋山武司 | Ⅰ：式典のための行進曲「栄光をたたえて」 内藤淳一 | 伝説のアイルランド R.W.スミス                                                                        | 銅            |
| 2002 | 50 | 釣志のぶ | Ⅱ：追想〜ある遠い日の〜 岡田宏                   | バレエ音楽「青銅の騎士」 グリエール／林紀人                                                          | 北陸大会:金賞 |
| 2003 | 51 | 平木康幸 | Ⅱ：イギリス民謡による行進曲 高橋宏樹             | 三日月に架かるヤコブのはしご 真島俊夫                                                                | 北陸大会:銀賞 |
| 2004 | 52 | 河島克洋 | Ⅰ：吹奏楽のための「風之舞」 福田洋介             | 喜歌劇「メリー・ウィドウ」セレクション レハール／鈴木英史                                            | 北陸大会:銀賞 |
| 2005 | 53 | 前田佳美 | Ⅱ：マーチ「春風」 南俊明                         | 二つの交響的断章 ネリベル                                                                            | 銅            |
| 2006 | 54 | 小林加奈 | I：架空の伝説のための前奏曲 山内雅弘             | 吹奏楽のための抒情詩「秋風の訴え」 八木澤教司                                                        | 北陸大会:銀賞 |
| 2007 | 55 | 角森充   | Ⅲ：憧れの街 南俊明                               | シダス T.ドス                                                                                        | 北陸大会:銀賞 |
| 2008 | 56 | 曽根哲夫 | Ⅰ：ブライアンの休日 内藤淳一                     | 交響詩「ローマの松」より Ⅰ.ボルゲーゼ荘の松 Ⅳ.アッピア街道の松 レスピーギ／曽根哲夫                  | 北陸大会:金賞 |
| 2009 | 57 | 建部知弘 | Ⅳ：マーチ「青空と太陽」 藤代敏裕                 | 祈り～その時、彼女は何を想ったのか～ドゥブロフカ劇場（モスクワ）2002.10.26 飯島俊成                  | 銅            |
| 2010 | 58 | 建部知弘 | Ⅱ：オーディナリー・マーチ 高橋宏樹               | 翡翠 より Ⅰ. Ⅱ. J.マッキー                                                                           | 北陸大会:銀賞 |
| 2011 | 59 | 建部知弘 | I：「ライヴリー アヴェニュー」 堀田庸元          | 交響詩「ローマの祭り」より Ⅱ. Ⅲ. Ⅳ. O.レスピーギ／建部知弘                                           | 北陸大会:銀賞 |
| 2012 | 60 | 建部知弘 | Ⅳ：希望の空 和田信                               | 交響曲1997《天地人》 天野正道                                                                        | 銀            |
| 2013 | 61 | 建部知弘 | Ⅲ：復興への序曲「夢の明日に」 岩井直溥           | 鼓響…故郷 より Ⅰ.童歌 Ⅱ.奏春 Ⅲ.鼓響 天野正道                                                         | 銀            |
| 2014 | 62 | 建部知弘 | Ⅱ：行進曲「勇気のトビラ」 高橋宏樹               | 蒼氓愛歌 ～三つの異なる表現で～ 清水大輔                                                             | 銀            |
| 2015 | 63 | 建部知弘 | Ⅱ：マーチ「春の道を歩こう」 佐藤邦宏             | テルプシコーレ マーゴリス                                                                            | 銀            |
| 2016 | 64 | 建部知弘 | Ⅰ：マーチ・スカイブルー・ドリーム 矢藤学         | 久堅の幹 長生淳                                                                                      | 北陸大会:金賞 |
| 2017 | 65 | 建部知弘 | Ⅱ：マーチ・シャイニング・ロード 木内涼           | 風伯の乱舞 石毛里佳                                                                                  | 銅            |
| 2018 | 66 | 建部知弘 | Ⅳ：コンサート・マーチ「虹色の未来へ」 郷間幹男   | 昂揚の漣 長生淳                                                                                      | 銀            |
| 2019 | 67 | 建部知弘 | Ⅱ：マーチ「エイプリル・リーフ」 近藤悠介         | カラフル 井澗昌樹                                                                                    | 銅            |

## 全日本アンサンブルコンテストの成績
| 年   | 回 | 編成                   | 曲目(作曲者)                                                                           | 賞                             |
| ---- | -- | ---------------------- | -------------------------------------------------------------------------------------- | ------------------------------ |
| 2002 | 25 | クラリネット七重奏     | プスタ（J.ヴァン=デル=ロースト）                                                       | 銅                             |
| 2003 | 26 | サックス六重奏         | 民謡風主題によるスコットランド行進曲（C.ドビュッシー/山下祐司）                        | 銅                             |
| 2004 | 27 | 打楽器七重奏           | ノック・アンド・クリック（山本祐介）                                                   | 銀                             |
| 2005 | 28 | ３年連続出場のため休み | ３年連続出場のため休み                                                                 | ３年連続出場のため休み         |
| 2006 | 29 | 木管五重奏             | 「5つの管楽器のための小室内楽曲」より（P.ヒンデミット）                                | 銀                             |
| 2007 | 30 | 打楽器八重奏           | ビンゴ（山本祐介）                                                                     | 北陸大会:不明                  |
| 2008 | 31 | 打楽器六重奏           | 6人の打楽器奏者のための「ジャグラー」（高橋伸哉）                                      | 北陸大会:不明                  |
| 2009 | 32 | 木管五重奏             | 木管五重奏のための「6つのバガテル」より（G.リゲティー）                                | 北陸大会:銀賞                  |
| 2010 | 33 | クラリネット四重奏     | 「ディヴェルティメント」より Ⅲ（A.ウール）                                             | 北陸大会:銀賞                  |
| 2011 | 34 | クラリネット五重奏     | クラリネット・バスカーズ（戸田顕）                                                     | 北陸大会:金賞                  |
| 2012 | 35 | クラリネット三重奏     | 「3本のクラリネットのための5つのミニチュアーレ」より Ⅰ、Ⅳ、Ⅴ（磯部周平）               | 北陸大会:金賞                  |
| 2013 | 36 | クラリネット四重奏     | 「オーディションのための6つの小品」より Ⅰ、Ⅱ、Ⅵ（J.デュファイエ）                      | 北陸大会:金賞                  |
| 2014 | 37 | 不出場                 | 不出場                                                                                 | 不出場                         |
| 2015 | 38 | クラリネット八重奏     | 「ラ・セーヌ」より Ⅰ、Ⅲ（真島俊夫）                                                    | 北陸大会:金賞                  |
| 2016 | 39 | 金管四重奏             | アマゾネス（八木澤教司）                                                               | 銀                             |
| 2017 | 40 | サクソフォン八重奏     | 「ラ・セーヌ」より Ⅰ、Ⅲ（真島俊夫）                                                    | 銀                             |
| 2018 | 41 | サクソフォン四重奏     | 「サクソフォーン四重奏曲」より 第三楽章（A.デサンクロ）                                | 銀                             |
| 2019 | 42 | 打楽器五重奏           | 森の会話Ⅲ ～2台のマリンバと3人の打楽器奏者のための～（安倍圭子）                       | 金                             |
| 2020 | 43 | 金管八重奏             | 歌劇「ナブッコ」より 開幕の合唱「祭りの晴れ着がもみくちゃに」（G.ヴェルディ/田村文生） | 北陸大会:金賞代表 （開催中止） |